# Georg Diederichs
Georg Diederichs, né le 2 septembre 1900 à Northeim et mort le 19 juin 1983 à Laatzen, est un homme politique allemand membre du Parti social-démocrate d'Allemagne (SPD).

## Biographie

### Débuts en politique
Il appartient originellement au Parti démocrate allemand (DDP) mais rejoint le SPD en 1930. Élu au Landtag du nouveau Land de Basse-Saxe en 1947, il est désigné vice-président du groupe parlementaire social-démocrate. Entre 1948 et 1949, il siège au Conseil parlementaire.

### Ascension
Il devient vice-président du Landtag en 1955, avant d'être nommé ministre des Affaires sociales du second cabinet du régionaliste Heinrich Hellwege le 19 novembre 1957, à l'âge de 57 ans. Il est confirmé le 12 mai 1959, quand le social-démocrate Hinrich Wilhelm Kopf nomme son cinquième gouvernement à la suite des élections législatives régionales.

### Ministre-président de Basse-Saxe
Le 29 décembre 1961, Georg Diederichs est investi ministre-président de Basse-Saxe à l'âge de 61 ans. Il confirme alors la coalition gouvernementale entre le SPD, le Bloc pan-allemand/Fédérations des réfugiés et des expulsés (GB/BHE) et le Parti libéral-démocrate (FDP).
Au cours des élections du 19 mai 1963, les sociaux-démocrates améliorent sensiblement leur position avec 73 dépurés sur 149. Ratant de peu la majorité absolue, il s'associe de nouveau avec le FDP et se maintient alors au pouvoir dans le cadre d'une « coalition sociale-libérale ». Le 1er novembre, il prend pour un an la présidence tournante du Conseil fédéral.
Il décide en cours de législature de changer de partenaire de majorité et constitue une « grande coalition » avec l'Union chrétienne-démocrate d'Allemagne (CDU) le 19 mai 1965. Il la confirme après les élections du 4 juin 1967, marquées par la percée du NPD.

### Fin de vie politique
Il annonce alors qu'il se retirera de la vie politique à l'issue de son mandat en 1971 et le SPD choisit en novembre 1969 son ministre des Finances Alfred Kubel comme nouveau chef de file électoral.
Toutefois, la grande coalition est rompue au cours du mandat et Diederichs doit convoquer des élections anticipées le 14 juin 1970. Les sociaux-démocrates y remportent la majorité absolue et Kubel prend sa suite dès le 8 juillet.
Il meurt à Hanovre le 19 juin 1983, à l'âge de 82 ans. Il est enterré au cimetière de Northeim.